# Saint-Germain-du-Crioult

Saint-Germain-du-Crioult este o comună în departamentul Calvados, Franța. În 1 ianuarie 2018 avea o populație de 959 de locuitori.